# Гнідинці
Гні́динці — село в Україні, Чернігівській області, Прилуцькому районі. Входить до складу Варвинської селищної громади.

## Географія
Село Гнідинці розташоване на річці Рудка (ліва притока Варви), за 8 км від центру громади Варви.
Селом протікає річка Варва, ліва притока Удаю.

## Історія
Село виникло в другій половині XVII століття і до 1709 року належало до Варвинської сотні, коли перейшло у володіння роду Тарновських.
1912- 2374 жителя.
У період 1912—1914 роки за проектами Опанаса Сластіона були зведені земські школи у Варві (Земська школа), селах Світличному, Макушихі, Озерянах (Земська школа), Остапівці, Брагинцях, Гнідинцях.
Земська школа в Гнідинцях зведена за типовим проектом Трикласної (Трикомплектної) земської школи. Цегляний, одноповерховий будинок зі скатним дахом та шестикутним вікнами та дверима побудований в українському народному стилі з елементами, властивими модерну. Цегляний декор фасаду створює своєрідне оформлення — візерунок у яскраво виражених народних формах. 
Нафтові свердловини за радянських часів давали рекордну кількість нафти на рік — 7 мільйонів тонн. Нині вже виснажені.
У 1923 - центр Гнідинського району Прилуцької округи, Полтавської губернії маючи  497 дворів, 2225 мешканців (станом на 1925 р.) в складі волостей: Озерянської, Гнідинської, Антонівської й волосний центр: містечка Варва.

## Населення
Згідно з переписом УРСР 1989 року чисельність наявного населення села становила 1130 осіб, з яких 472 чоловіки та 658 жінок.
За переписом населення України 2001 року в селі мешкали 1053 особи.

### Мова
Розподіл населення за рідною мовою за даними перепису 2001 року:
| Мова       | Відсоток |
| ---------- | -------- |
| українська | 97,33 %  |
| російська  | 2,48 %   |
| білоруська | 0,10 %   |

## Економіка
- Промисловість.

Неподалік села — Гнідинцівське нафтогазоконденсатне родовище. У селі розташований найбільший в області газопереробний завод — Гнідинський ГПЗ. Тут у 1959 році була відкрита перша нафтова свердловина на Чернігівщині, що стала початком історії нафтопромислу цього краю та Прилуччини зокрема. За радянських часів Гнидинські нафтові свердловини давали рекордну кількість нафти на рік — 7 мільйонів тонн. Та вже наприкінці дев'яностих ставало зрозумілим, що поклади чорного золота не безмежні. Тому нафтовики вже в 2000 році почали вперше у ВАТ «Укрнафта» успішно освоювати метод відновлення недіючих свердловин.
- Сільське господарство.

Радянська «Червона зірка» перетворилася на «Прогрес» — так називається колгосп. Ще нещодавно він працював на Росію. Але після того, як вона відмовилася від пирятинської продукції, налагоджується співпраця з Китаєм.

## Культура
В селі діє сільський ансамбль «Мрія». Дискотеки в клубі щосуботи. 17 гуртків і бібліотека з Інтернетом, де мелодрами конкурують із порадами сільського умільця.

## Освіта
В селі два дитячих садочки і дві школи, яких селяни забезпечують продуктами харчування, і роблять це безкоштовно. Сторічна Гнідинська школа — вже після ремонту. А дитсадок може дати фору навіть приватним київським.

## Найвідоміші уродженці
- Божко Сергій Віталійович (1997-2022) — старший солдат Збройних Сил України, учасник російсько-української війни, Герой України (2023).
- Галушко Дмитро Олександрович (1899 - ?) - хорунжий армії УНР.  У 1928 році закінчив Українську господарську академію в Подєбрадиах з титулом інженера.
- Грищенко Степан Степанович, український співак (тенор), народний артист УРСР (1978).
- Іващенко Федір Миколайович — український режисер-документаліст.
- Сашко Порядинський — переможець 4 сезону шоу «Ікс-фактор».
- Смовський Костянтин Авдійович — український військовий діяч, полковник Армії УНР, генерал-хорунжий на еміграції.